# 大忍者劇場
大忍者劇場（だいにんじゃげきじょう）は、日光江戸村などの時代村やテーマパークに存在する忍者劇場。この記事では他の忍者劇場についても記述する。

## 概要
忍者を中心とした登場人物がアクロバットなどを駆使した超スピードの激闘を繰り広げる忍者劇場であり、時代村系テーマパークのメインアトラクション。演目によっては真田幸村を始めとした戦国武将などの役柄も登場する。上演時間は約30分間で基本的に1年毎に演目が変更され、各テーマパークによって新演目への変更時期が異なる。
2000年代までは真田幸村や猿飛佐助などの歴史上の戦国武将や忍者の役柄が登場する台詞・台本付の物語形式の演目が上演されていたが、現在はアクションのみの上演の場合もある。
時代村には大忍者劇場以外の忍者劇場も存在しており、日光江戸村には「忍者からす屋敷」「忍者空中活劇街道」、伊勢時代村には「忍者屋敷」「野外劇場」が存在していた。登別伊達時代村には「忍者かすみ屋敷」「忍者砦」が存在しており、現在でも台詞・台本付の物語形式の演目が上演されている。加賀百万石時代村にも大忍者劇場が存在していたが、2006年1月30日に閉園。跡地に日本元気劇場が開園し、HIROZが活動していたが、2013年1月4日付で休園。佐賀元祖忍者村 肥前夢街道には「はがくれ忍者屋敷」、忍野 しのびの里には靁凮刄上演による「忍者らいふう屋敷」が存在する。
関連人物は工藤孝裕・武智健二・舟山弘一・酒井博史など。

### 忍者劇場が存在するテーマパーク
- 登別伊達時代村（北海道登別市、「忍者かすみ屋敷」「忍者砦」）
- 日光江戸村（栃木県日光市、「大忍者劇場」「忍者からす屋敷」「忍者空中活劇街道」）
- 忍野 しのびの里（山梨県南都留郡忍野村、「忍者らいふう屋敷」）
- 加賀百万石時代村（石川県加賀市、「大忍者劇場」）
- 日本元気劇場（石川県加賀市）
- 伊勢時代村（三重県伊勢市、「大忍者劇場」「忍者屋敷」「野外劇場」）
- 佐賀元祖忍者村 肥前夢街道（佐賀県嬉野市、「はがくれ忍者屋敷」）